# Anemia pohliana
Anemia pohliana är en ormbunkeart som beskrevs av Sturm. Anemia pohliana ingår i släktet Anemia och familjen Anemiaceae. Inga underarter finns listade.